# ブラウフレンキッシュ
ブラウフレンキッシュ (ドイツ語:Blaufränkisch、"青いフランクのブドウ")は、赤ワイン用の暗色の皮を持つブドウ品種である。晩生品種であるブラウフレンキッシュは、典型的なタンニンが豊富な赤ワインを生産し、スパイシーな特徴を明確に発揮する。
主に中央ヨーロッパに広範に栽培されており、オーストリア、チェコ (特に南モラヴィア州で"フランコフカ"として知られる)、ドイツ、スロバキア (現地では"フランコフカ・モドラ"と呼ばれる)、クロアチア、セルビア ("フランコフカ")、スロベニア ("モドラ・フランキーニャ"として知られる)、およびイタリアのフリウリ＝ヴェネツィア・ジュリア州のワイン ("フランコニア"と呼ばれる)を含む。ハンガリーでは"ケークフランコシュ" (これも青いフランクの意)と呼ばれ、ショプロン、ヴィラーニー、セクサールドおよびエゲル (カダルカに大部分が置き換えられているもののエグリ・ピカヴェール (エゲルの牡牛の血の意)として知られる有名な赤ワインブランドの主要なブレンド品種である)のワイン生産地域のいくつかで栽培されている。また、東ヨーロッパでの普及と評判のため、"東のピノ・ノワール"と呼ばれることがある。アメリカではこのブドウはアイダホ州、ワシントン州およびドイツに良く似た気候のニューヨーク州のフィンガーレイクス周辺で栽培されており、"レンベルガー"、"ブラウアー･リンバーガー"あるいは"ブルー・リンバーガー"として知られている。
DNA型鑑定ではブラウフレンキッシュがグーエ・ブラン (ドイツではヴァイサー・ホイニッシュ;男系親)とブラウ・ツィメートトラウベ (アルガン (ドイツではブラウゲンズフュッサー)の子孫; 女系親)との交配であることが分かっている。歴史的なアンペルグラフ (ブドウ品種学)の情報源では、この品種の起源としての地理的領域は下シュタイアーマルク (今日ではスロベニアのシュタイエルスカ地方)であるという非常に堅実な証拠を提供してきた。
ブラウフレンキッシュは、DNA分析が適用される以前からガメ品種のクローンであると誤って考えられていたが、これは形態学上のある種の類似性のためであるほか、ブルガリアで"Gamé"という別名で呼ばれていることも一因である可能性がある。
ドイツ語名のレンベルガー (Lemberger)は、19世紀にオーストリア・ハンガリー帝国に含まれた当時のスロベニアの下シュタイアーマルクのレンベルク・プリ・シュマリエからドイツに輸出されていたことの名残である。1877年にレンベルガー種ブドウのドイツへの輸出の記録が残っている。ほぼ同じ名前のリンバーガー (Limberger)は、下オーストリアのマイッサウのリンベルクを指し、19世紀後半には「非接木のリンバーガー・ブラウフレンキッシュ」 (wurzelechte LimbergerBlaufränkisch-Reben)が販売された。
ワシントン州は北米のいくつかの主要なワイン生産地域の一つであり、レンベルガーの栽培を行っている。このワシントンワインに使われるブドウはほとんどがヤキマバレー (Yakima Valley)で栽培されているが、オリンピック半島でも栽培されている。ミシガン州でも少量のレンベルガーが栽培されており、ニュージャージー州、アイダホ州、ニューヨーク州、コロラド州、 オハイオ州、バージニア州、およびカリフォルニア州でも栽培されている。

## 歴史と起源

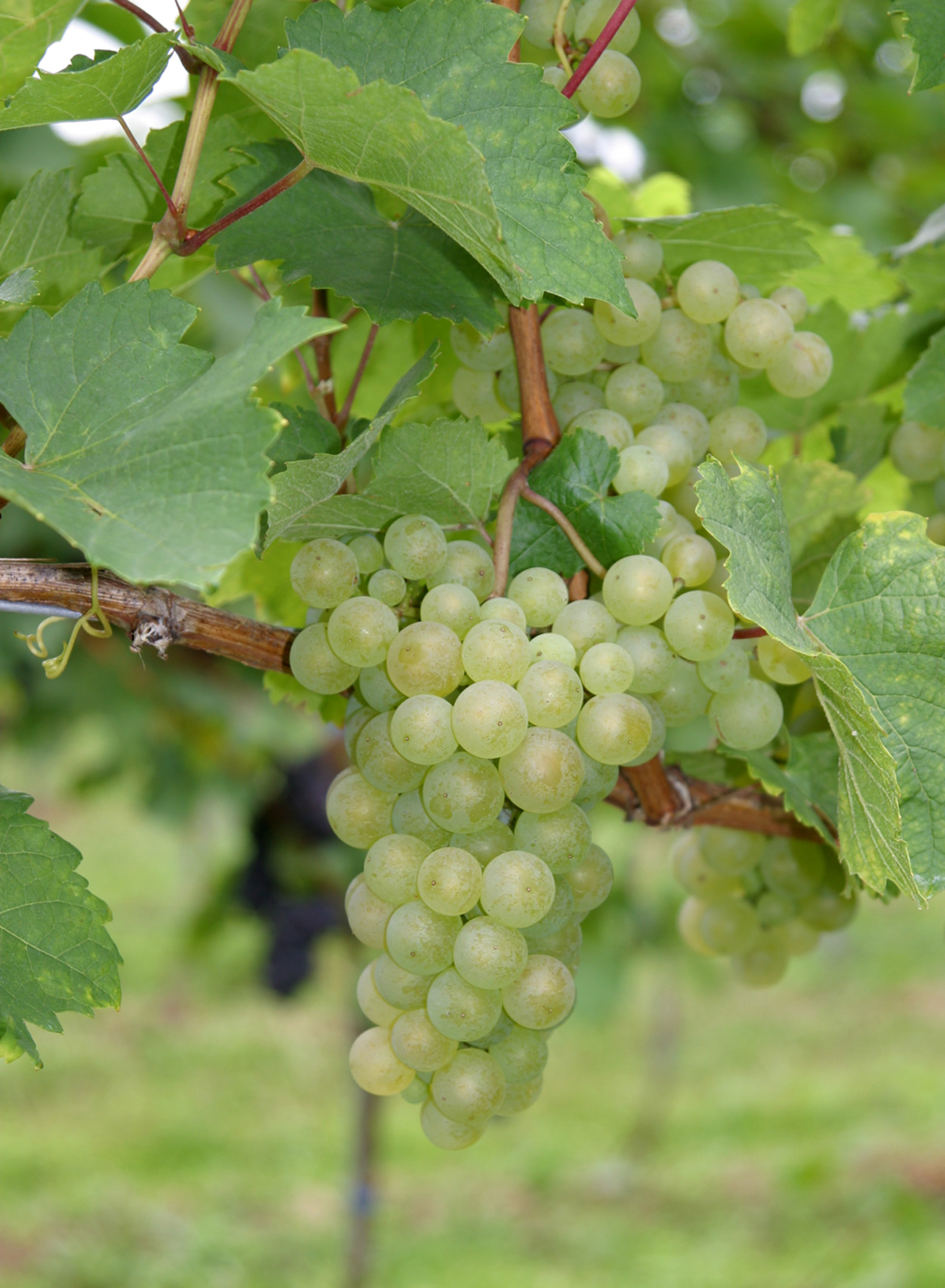
DNA分析でブラウフレンキッシュがグーエ･ブラン (写真)と別の不明品種との交配種であることが示されている

ブラウフレンキッシュが初めて公式の文書に現れたのは、1862年に行われたオーストリアのウィーンでのブドウ栽培の展覧会にこのブドウが含まれていたという記録だが、ブドウの存在自体ははるかに古く、恐らく中世には既にフレンキッシュ系の別名品種が存在していた。フレンキッシュという名称はドイツワインの生産地域であるフランケン地方から来ており、北西のバイエルン州、ハイルブロン＝フランケン地域連合周辺のバーデン＝ヴュルテンベルク州の北東部、テューリンゲン州の南部地域を含む。中世にはこの地域のワインは高く評価され、優れたワインを生産することができると考えられていたブドウは「フレンキッシュ」と呼ばれ、それほど高く評価されていないハンガリー由来のブドウと区別されていた。この時代から1900年代にかけてのある時期に、ブラウフレンキッシュ (文字通り"青いフレンキッシュ"）がこの地域で栽培され始めた可能性が高い。
フランケン地方との密接な関係にもかかわらず、アンペルグラファー (ブドウ品種学者)達はダルマチアからオーストリアやハンガリーまで広がっている土地のどこかにこのブドウの起源が存在している可能性が高いと考えている。彼らの考えはこの地域に由来する別名が多数存在することに基づいており、DNA分析の証拠が古いハンガリーワインのブドウ品種であるケークフランコシュが実際にはブラウフレンキッシュと同種であり、グーエ・ブラン (ヴァイサー・ホイニッシュ)と未知のブドウ品種がブラウフレンキッシュの親品種であるということを示しているのと同程度に信じられている。フランス名であるにもかかわらず、グーエ・ブランは東ヨーロッパ起源と考えられており、"ホイニッシュ"という名称もフン族から派生したと推測される。また、グーエ・ブランは別のハンガリーワインのブドウ品種であるフルミントの親品種であると確認されているが、グーエ・ブランとブラウフレンキシュの両方の正確な発祥地は分かっていない。
別名の"レンベルガー"や"リンバーガー"が最初に文献に現れるのは19世紀も終わりに近付いた頃で、このブドウがオーストリア=ハンガリーの都市であるレンベルク (今日のスロベニア)と下オーストリアのリンベルク (今日ではマイッサウとして知られる)が起源であるとの推測に関するものである。1875年、フランスのコルマールにある国際アンペルグラフ (ブドウ品種学)委員会は"ブラウフレンキッシュ"を公式に認可された名称として採択した。

## ブドウ栽培

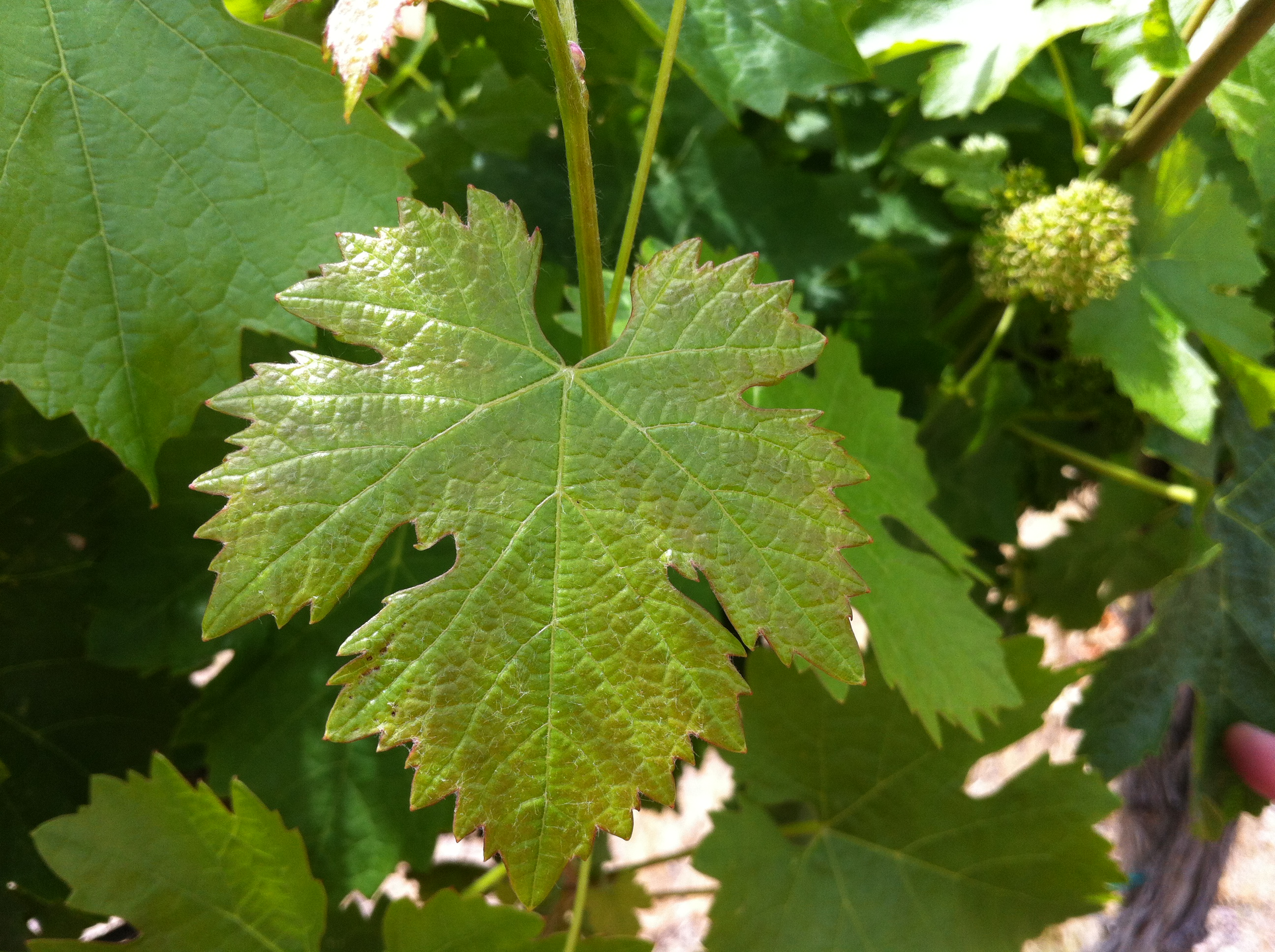
ワシントン州のレッドウィロー葡萄園のブラウフレンキッシュの葉

ブラウフレンキッシュ種のブドウは早春の霜に感受性がある早生出芽品種として知られている。一方で晩生熟成品種であり、比較的暖かい葡萄園で栽培される傾向がある。ブラウフレンキッシュで最も蔓延しているブドウ栽培上のハザードの中には、うどんこ病やべと病がある。
ブラウフレンキッシュは、比較的容易に高収量収穫ができる高生産性ブドウと考えられている。ヨーロッパのいくつかの地域では、100ha (約5.3t/エーカー程度収穫されることは珍しいことではない。しかし、過度に高収量のブドウを収穫した場合、緑の強い雑草様の匂いのする薄っぺらいワインを生成する傾向がある。

## ワイン生産地域
今日のブラウフレンキッシュはアメリカ、オーストラリア、ドイツ、ハンガリー、オーストリアと世界中で栽培されている。日本での栽培についてはほぼ行われておらず、子孫種にあたるツヴァイゲルトが北海道で年間200t程度栽培されているのみである。

### オーストリア

ブラウフレンキッシュは東オーストリアのブルゲンラント州で広く栽培されている

10世紀には既に、ブラウフレンキッシュまたは同様の先駆品種がオーストリア (下オーストリアとブルゲンラント州)の地域で栽培されていた可能性がある。ブドウ品種学者のセバスチャン・ヘルブルンは彼の1777年の著書「ウイーン地域に共通するブドウの品種」の中で、この品種を下オーストリアの最高の赤ブドウ品種の1つとみなし、シュワルツェフレンキッシュという名前を使用した。
現在のオーストリアにおけるブラウフレンキッシュはツヴァイゲルトに次いで2番目に重要な赤ブドウ品種であり、2008年にはオーストリアの全作付面積の6%に達し、3,340ha (8,250エーカー)であった。これらの栽培の大半はオーストリア東部のブルゲンラント地域で行われている。特に中央ブルゲンラントでは、2008年に1,194ha (2,950エーカー)が植えられ、「ブランフレンキッシュラント」というニックネームが付けられる程である。中央ブルゲンラントは、東からパノニア低地を渡る乾燥した暖かい風と、地域の北、南、西への丘陵地域に守られている影響により、ブドウ栽培に理想的とされている。
ブルゲンラント以外の地域では、ノイジードル湖生産地域に807ha (1,994エーカー)、 湖に隣接する丘陵地帯であるノイジードル湖丘陵生産地域に962ha (2,377エーカー)のブラウフレキッシュが栽培されている。湖からの暖かく穏やかな気候の影響を受けたこの地域で生産されたワインは、ワイン評論家でマスター・オブ・ワインでもあるジャンシス・ロビンソンによると、「芳醇でより豊かなフルボディ」であり、南ブルゲンラントの粘土質のブドウ畑の土壌がより多くのスパイシーな匂いを持つワインを生産する傾向を生み出している。
カルヌントゥム地域はウイーンとノイジードル湖の間に位置し、シュピッツァーベルクの街に近い粘板岩質の土壌にはいくつかのブラウフレンキッシュを栽培する農家がある。

#### オーストリアワインのスタイルと生産地域規定 (DAC)

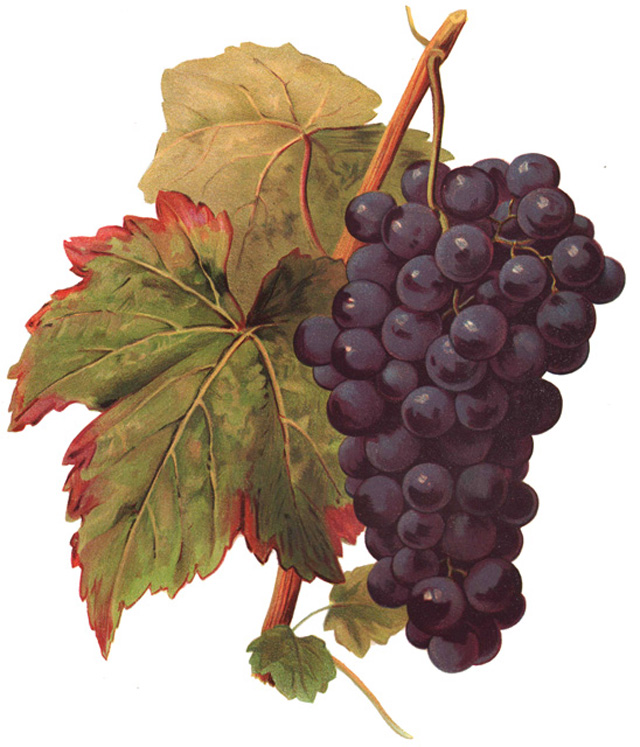
ライタベルクDAC; ブラウフレンキッシュがしばしばサン・ローラン (写真)とブレンドされる

オーストリアのブラウフレンキッシュは、いくつかのオーストリアのコントロールゾーン ディストリクトゥス・アウストリアエ・コントロラートゥス; オーストリアの生産地区規定 (DAC)において許可品種である。ブルゲンラントの生産者達は、計量で樽熟成していないライトボディのワインを中央ブルゲンラントのDACクラシックと名付ける傍ら、樽熟成したフルボディのものをブルゲンラントのDACリザーブと名付ける傾向がある。
南ブルゲンラント南部のアイゼンベルクDACでは、鉄分が豊富な土壌でブドウが栽培され、独特の品種を生み出す傾向がある。 ライタ山脈周辺の粘板岩および石灰岩の丘に位置するライタベルクDACでは、ブラウフレンキッシュは85%以上を構成しなければならず、残りの部分をサン・ローラン、ツヴァイゲルト、またはピノ･ノワールでブレンドし調整することを許可されている。ロビンソンによると、この低温ワイン地域でのブラウフレンキッシュは「神経質でエレガントな」傾向があると言われる。
オーストリアでは、ブラウフレンキッシュは濃色で濃厚な果実の香りを持ち、胡椒のようなスパイシーな香りと酸度の高いワインを生産する傾向がある。生産されている場所によっては、ワインは樽熟成しないことも可能であるが、バレル樽で熟成を行うこともある。未熟成スタイルは軽いボディーになりがちだが、オーク樽仕様はよりフルボディになる傾向がある。

### その他のヨーロッパの生産地
ドイツでは、ブラウフレンキッシュは1,729ha (4,272エーカー)の畑があり、シュトゥットガルトの町周辺のヴュルテンベルクワイン生産地域で主に栽培されている。このブドウがしばしばブラウアー・レンベルガーまたはブラウアー・リンバーガーとしてよく知られているこの地域では、オーストリアで作られる典型的なスタイルよりもタンニンが少なく、よりライトボディのワインを作る傾向がある。
チェコでは"フランコフカ"として知られているブラウフレンキッシュは、2番目に広く栽培されている赤ブドウ品種である。それは後期熟成のためにモラヴィアのワイン小地域でのみ栽培されている。スロバキアの総葡萄園面積の約9％にあたる1,742ha (4,305エーカー)でブラウフレンキッシュが栽培されており、"フランコフカ・モドラ"としてより広く知られている。ブラチスラヴァ市では、地元のワイン生産者が、世界中のブラウフレンキッシュの例と同様に地域のフランコフカ・モドラワインに注目したワイン祭りを毎年開催している。

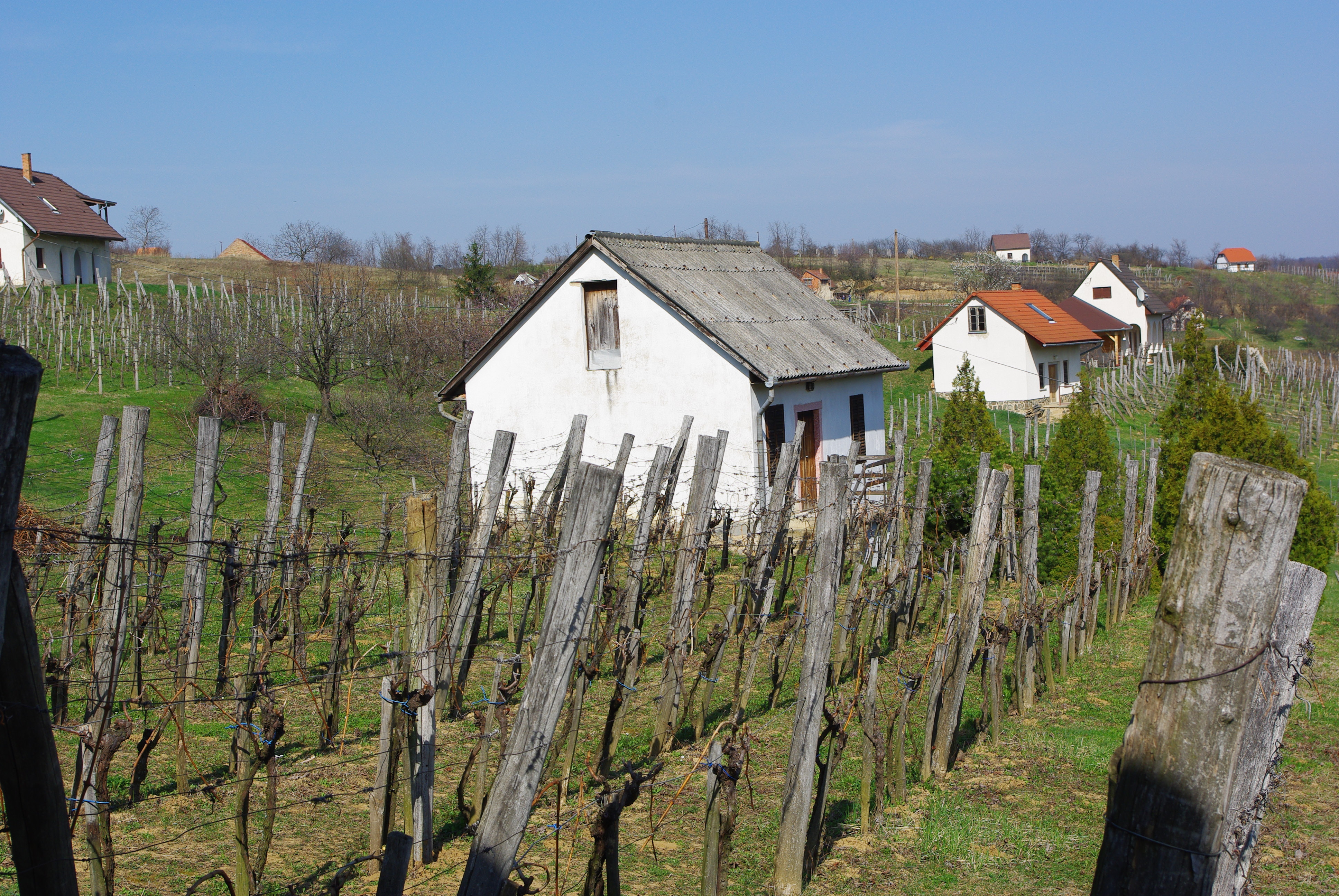
ハンガリー南西部のメシュケナダスで育ったブラウフレンキッシュ/ケークフランコシュのブドウ

ハンガリーでは、ケークフランコシュ (文字通り "青いフランクのブドウ"の意)およびナジブルグンディとして知られている。 オーストリアのブルゲンラントとの国境近くのショプロン周辺、ハンガリー中央部のエゲルとクンシャーク周辺には、8,000ha (19,770エーカー)以上の農地にこの品種が植えられている。エゲル地域では、エグリ･ピカヴェール (エゲルの牡牛の血の意)の近代化の一環としてカダルカをケークフランコシュに置き換えている。
ルーマニアでは、ブラウフレンキッシュはブルグンド・マーレという名前で呼ばれ、891ha (2,202エーカー)の栽培地のほとんどが南部ワイン地域のシュテファネシュティとデアル・マーレ近郊にある。近年、このブドウの栽培は、黒海近くの温暖な地域にまで東に向かって拡大してきている。ブルガリアでは、長年にわたり、ガメとして知られているこの国のブラウフレンキッシュ栽培は、実際にはブラウフレンキッシュであることがDNA鑑定で証明されるまで、フランスのボジョレー地区で栽培されたガメ種のブドウと考えられていた。
クロアチアでは、約880ha (2,175エーカー)のフランコフカと呼ばれるブラフレンキッシュが、クロアチアのブドウ園植え付けの2.7％を占めている。この数は以前は異なる品種のボルゴンニャと考えられていた栽培の多くが、DNA検査によってブラウフレンキッシュであることが証明されているため、上昇すると予想されている。クロアチアの植え付けのほとんどは、国の北西部とアドリア海沿岸のイストリア半島のクロアチア共和国地域にある。 セルビアでは、ブラウフレンキッシュ栽培の大半はヴォイヴォディナにある。
イタリアでは、このブドウはフランコニア・ネーラとして知られ、フリウリ＝ヴェネツィア・ジュリア州のファッラ・ディゾンツォとラティザーナデノミナツィオーネ・ディ・オリージネ・コントロッラータ (DOC)のワイン産地に主に127ヘクタール (310エーカー)栽培されている。スペインでは、いくつかのブラウフレンキッシュの実験植え付けがスペインワイン生産地域のマラガとシエラ・デ・マラガで行われており、ドイツ系のワインメーカーが単一品種ワインを生産しており、ブラウフレンキッシュの別名であるランベルガーを名乗っている。

### ニューワールドのワイン生産地

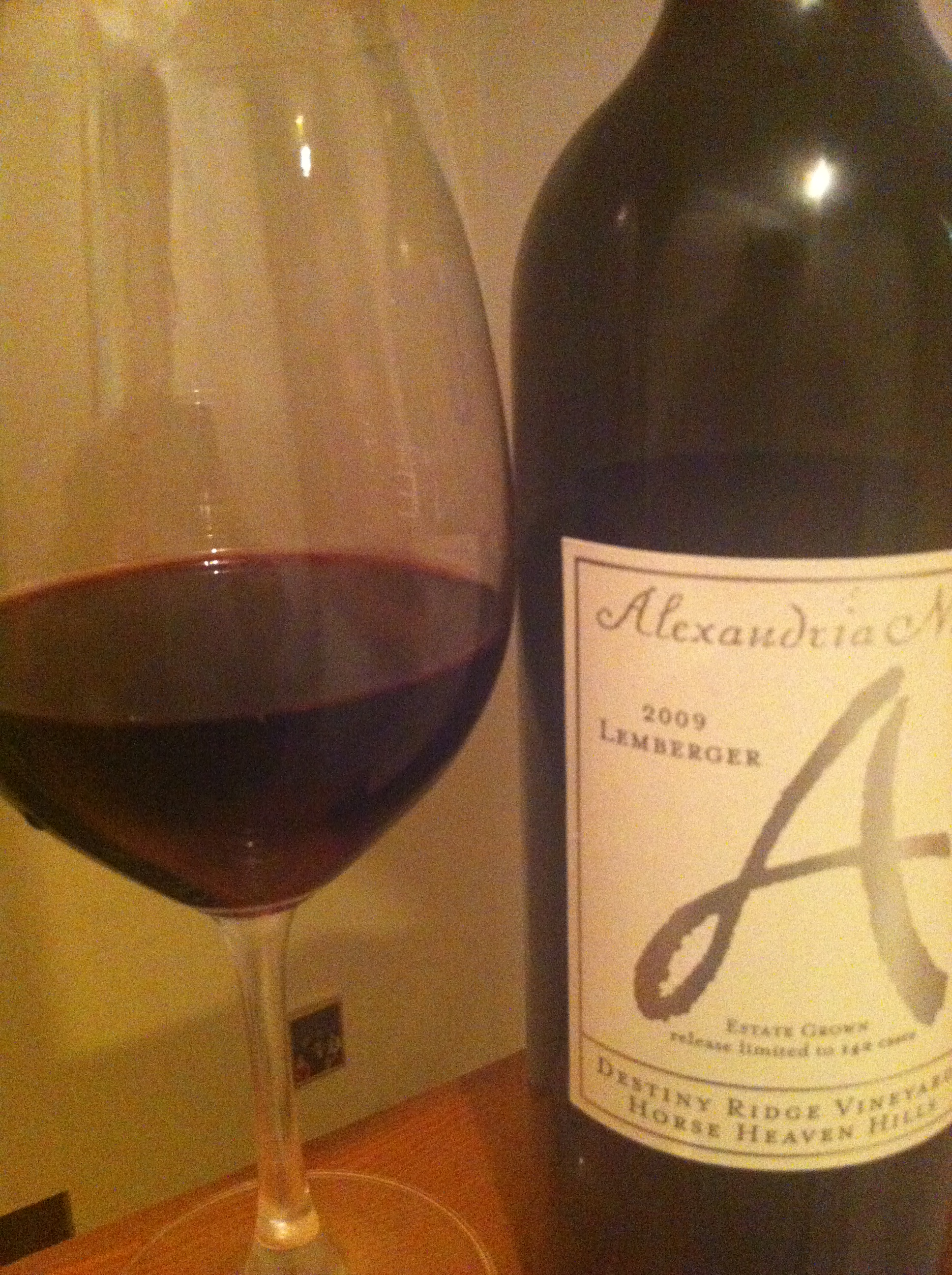
ワシントン州のレンベルガーワイン

新世界において、ブラウフレンキッシュはアデレードヒルズのオーストラリアワイン地域で見つけることが出来、この地の単独のワイナリーであるハーンドルフヒルは、フルボディの赤ワインを生産するために、この品種を20年間にわたって栽培している。オーストラリアの他の生産者たちも最近ブラウフレンキッシュを植え始めており、近くそれぞれの仕様の製品を発表する予定である。カナダでは、オンタリオ州のナイアガラ地域、ブリティッシュ・コロンビア州のバンクーバー島ワイン生産地域、ノバスコシア州、およびオカナガン盆地で様々な栽培が行われている。
アメリカ合衆国においても、カベルネ・フランとしばしばブレンドされることが多いニューヨーク州のフィンガーレイクス、カユーガ湖、ハドソン川周辺、ロングアイランドAVAから、カリフォルニア州 (特にローダイとテメキュラ渓谷AVA)、ワシントン州にわたって見ることが出来る。ペンシルバニア州では、エリー湖（オハイオ州とニューヨーク州も含む）とリーハイ渓谷AVAで、この品種とブレンドワインが生産されている。アイダホ州のスネークリバー渓谷AVAには数エーカーのブドウ畑がある。ブラウフレンキッシュは最近、ニュージャージー州でも作られ、特に外縁沿岸平野AVAでこの地域の特産ブドウになっている。さらに、ニューメキシコ州、バージニア州、ロードアイランド州、メリーランド州、ミシガン州、モンタナ州、コロラド州、そして南東ニューイングランドAVAでは栽培が見られる。
カナダでは、レンベルガーはナイアガラ半島DVAでいくつかの栽培地が見られる。

#### ワシントン州のレンベルガー

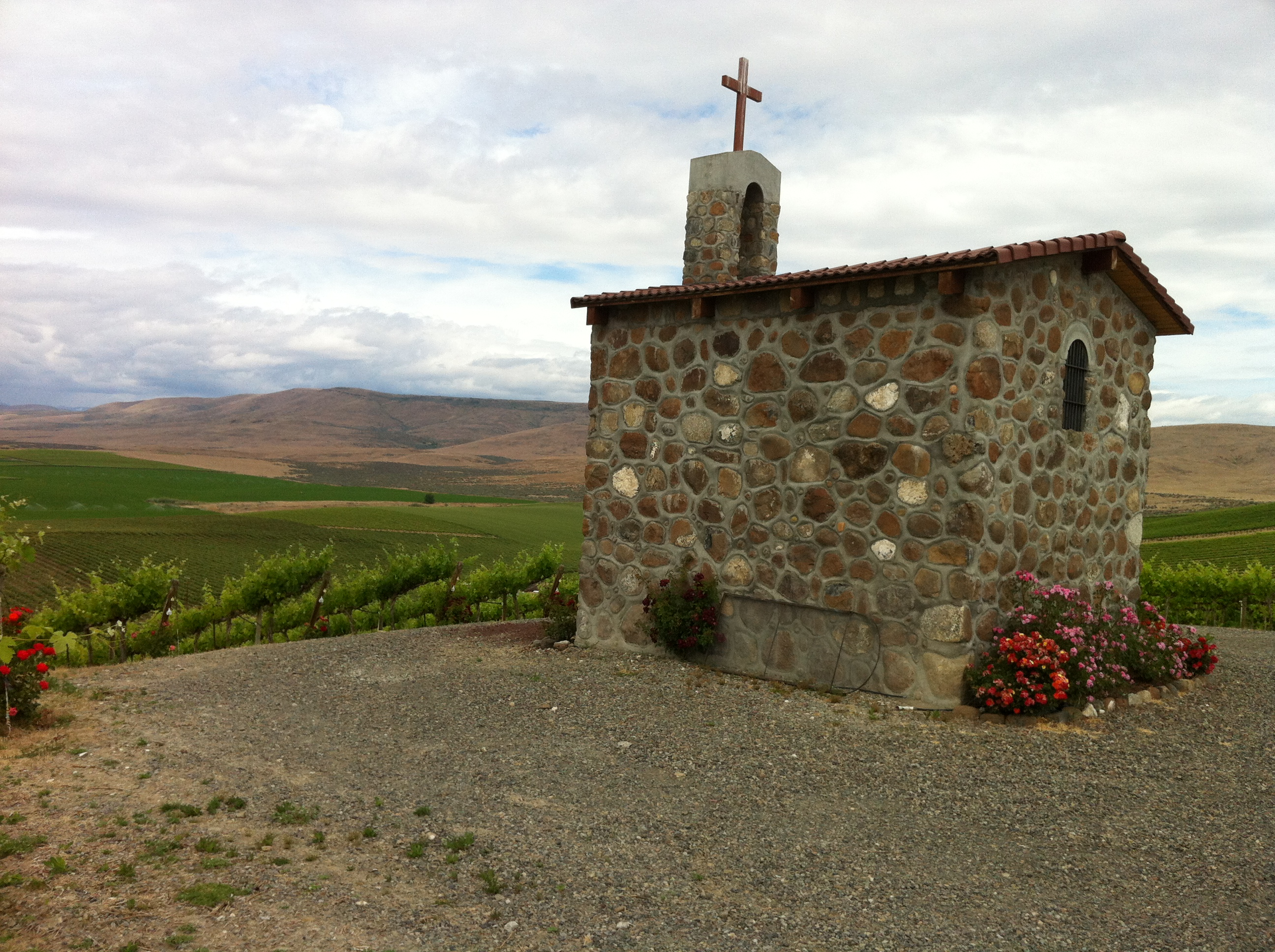
ホースヘブンヒルズのシャンプー葡萄園とレッドマウンテンのキオナ葡萄園に加えて、ヤキマバレーのレッドウィロー葡萄園 (写真)には、ワシントン州で最も古いレンベルガーのブドウ畑がある

ワシントン州ではほとんどがレンベルガーとして知られており、長い歴史を有する。現地では、ライトボディのクラレットスタイル (ボルドー風)のブレンド品から、より重厚なボディーで高アルコールの「ジンファンデル風の」ワイン、ポートワインや酒精強化ワインまで、様々なスタイルを製造している。このブドウはワシントンワインの父であるウォルター・クローア博士が好んだものであった。彼は1960年代と1970年代にヤキマバレーAVA全体に葡萄栽培を奨励した。1976年、キオニア葡萄園のジョン・ウィリアムズ (現在はレッドマウンテンAVA)は数エーカーを栽培し、1980年にワシントン州で生産された最初の商業用レンベルガーワインを製造した。
2011年時点において、コロンビアバレーAVA、ヤキマバレーAVAにあるレッドウィロー葡萄園、シャンプー葡萄園 (キオナ、レッドウィローと共にこの州で最も古いレンベルガーのブドウ畑である)、およびホースヘブンヒルズAVAのデスティニーリッジの葡萄園には、30ha (73エーカー)の栽培が行われているのに加え、ラテルスネイクヒルズとコロンビア峡谷AVAでも栽培が見られる。
この葡萄の歴史に関わらず、かつてワイン製造者は消費者がレンベルガーとよく似た名前の臭いチーズ (リンバーガー)と結びつけてしまうことによって、この葡萄を売り込むのが困難であった。いくつかのワイン製造者は、カリフォルニアのワイン製造者であったジェド・スチールのアプローチ方法を採用している。彼はシャトー・サン・ミッシェルと提携し、ワシントン州のブラウフレンキッシュに、消費者の間で良い理解をされていないレンベルガーやブラウフレンキッシュという名前の使用を避けるために、独占的な名称「ブルー・フラン」のラベルを付けて販売した。
ワイン評論家のポール・グレガットによると、ワシントンのレンベルガーは、「血の赤」と表現出来る色をしており、軽い胡椒のようなスパイスの香りと熟したベリーフルーツの香りが特徴である。

## ワインと食事との相性

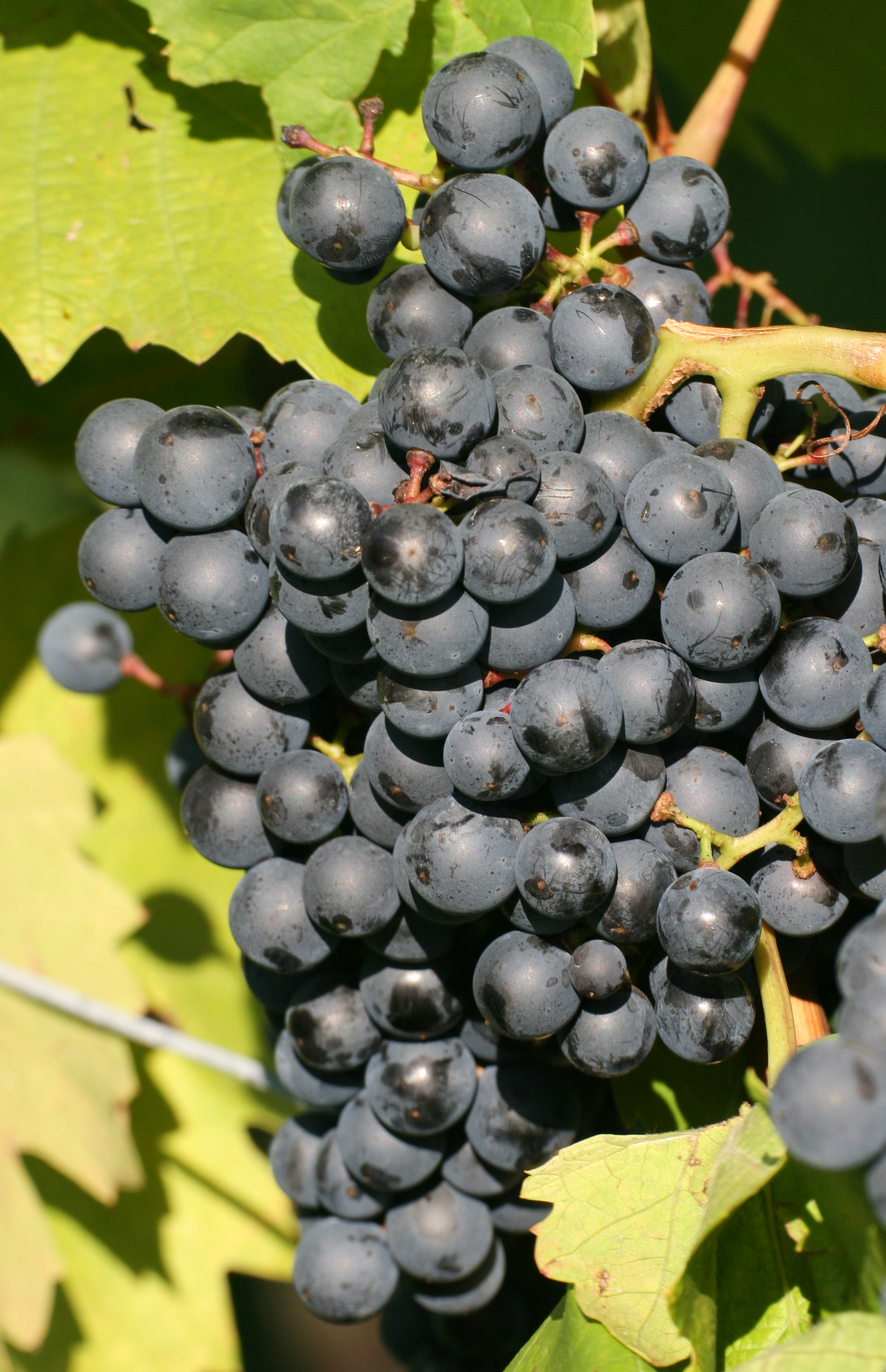
ブラウフレンキッシュから造られたワインはしばしばベリー果実の香りと胡椒のようなスパイスの風味と特徴付けられる

ブラウフレンキッシュのワインは濃い熟したチェリーとダークベリー様の香りがあり、スパイシーであり、タンニンの強さは中程度であり、時にはかなり豊富な酸味を持つ。若いワインは深くフルーティーで、熟成を経てより柔らかく、しなやかで複雑になる。
ワイン評論家のオズ・クラークによると、ブラウフレンキッシュが良好に製造された場合は、レッドカラントとブラックベリーのような果実の風味を有している。このブドウは収穫時期の決定と樽熟成の有無によって調整可能な高いタンニン量および酸度レベルという潜在能力を有している。しかしながら、クラークはブラウフレンキッシュから作られるワインは、あまりにも多くのオークフレーバーを感受し易く、あまりにオーク臭がきつくなり過ぎると指摘しています。ブラウフレンキッシュは他の品種とブレンドした場合、しばしばブレンドに酸味と骨組みで寄与する。
ワインと食事の相性において、ブラウフレンキッシュ/レンベルガーはラム肉の料理や焼いた肉料理と合わされることが多い。

## 子孫および他品種との関係

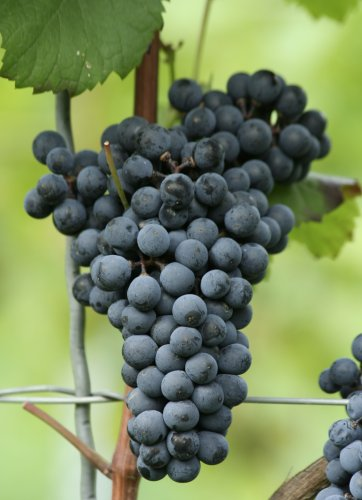
ドイツでブラウフレンキッシュはカベルネ・ソーヴィニヨンと交配されてカベルネ・ミトス (写真)を生み出した

かつて、ブラウフレンキッシュは、ブルガリアで別名"ガメ"と呼ばれていることが知られていたため、そしておそらく両者の間に親子関係があると考えられたため、ボジョレーのガメ種ブドウのクローンであったと考えられていた。しかし、21世紀に入りDNA分析が出来るようになると、ブラウフレンキッシュはグーエ･ブランと未知の親の子孫であり、親としてグーエ･ブランを持つガメ、シャルドネ、リースリング、アーメン・ノワール (ブドウ)、グロロ・ノワール、ミュスカデル、コロンバールなどのブドウと異母兄弟（もしくは異父兄弟）であることを示している。
ブラウフレンキッシュは、オーストリアで最も広く植えられている赤ワイン用ブドウであるツヴァイゲルトの親であり、1922年にウィーン近郊のクロスターノイブルク研究施設でフリッツ・ツヴァイゲルト博士により、サン・ローランとの交配で生まれた。これと同じブラウフレンキッシュ x サン・ローランの掛け合わせは、チェコ/スロバキアのブドウであるアンドレを生み出す際にも使用されている。ツヴァイゲルト博士はブラウフレンキッシュとブラウアー・ポルトギーザーを交配してブラウブルガーも生み出しており、1929年にオーガスト・へロイドはバーデン＝ヴュルテンベルク州のヴァインスベルク研究センターでヘロルドレーベを生み出した際にも同じ掛け合わせを使用した。 ヴァインスベルクでは、ブラウフレンキッシュはドルンフェルダーとの交配でアコロンを生産し、1970年にはカベルネ・ソーヴィニヨンと交配してカベルネ・クビンとカベルネ・ミトスを生み出した。
1951年、ハンガリーのセントイシュトヴァーン大学の研究者がブラウフレンキッシュとカダルカを交配し、ルビントスを生産した。 2年後、彼らはマスカット・ブーシェ (プティ・ブーシェの子孫)と交配させ、マジョラフランコスを誕生させた。
1986年、ブラウフレンキッシュはジュリアス・クーン研究所でリージェントと交配してレベルガーを誕生させた。

## 別名
長年にわたって、ブラウフレンキッシュは以下の別名を含む様々な名称で知られている。
Blanc doux, Blau Fränkisch, Blau Fränkische, Blauer Limberger (ドイツ), Blaufränkische, Blaufranchis, Blaufranchisch, Blue French, Borgonja (クロアチア), Burgund Mare (ルーマニア), Cerne Skalicke, Cerne Starosvetske, Cerny Muskatel, Chirokolistny, Cierny Zierfandler, Crna Frankovka (クロアチア), Crna Moravka, Fernon, Fränkische, Fränkische schwarz, Franconia (イタリア), Franconia nera (イタリア), Franconia nero, Franconien bleu, Franconien noir, Frankinja, Frankinja modra, Frankovka (クロアチア, セルビア, チェコ), Frankovka cerna, Frankovka crna (スロベニア), Frankovka modra (スロバキア), Imbergher, Jubiläumsrebe, Gamay noire, Gamé (ブルガリア), Karmazin, Kék Frankos, Kékfrank, Kékfrankos (ハンガリー), Lampart, Lemberger (ドイツ, アメリカ), Limberg, Limberger (ドイツ), Limberger blauer, Limberger noir, Limburske, Maehrische, Modra Frankija, Modra Frankinja, Modry hyblink, Moravka, Moravske, Muskateller schwarz, Nagy burgundi, Nagyburgundi (ハンガリー), Neskorak, Neskore, Neskore cierne, Noir de Franconie, Oporto (スロバキア), Orna Frankovka, Portugais lerouse, Portugais rouge, Portugieser rother, Pozdni, Pozdni skalicke cerne, Schwarz Limberger, Schwarze Fraenkische, Schwarzer Burgunder, Schwarzgrobe, Serina, Shirokolistnyi, Sirokolidtnyj, Sirokolstnii, Skalicke cerne, Starovetsky hrozen, Sura Liscina (セルビア), Szeleslevelü, Teltfürtü Kékfrankos, Vaghyburgundi, Velke bugundske, Vojvodin